# 河内山重高
河内山 重高（こうちやま しげたか、1927年2月10日 - 2013年8月8日）は、日本の経営者。山陽放送社長を務めた。

## 経歴
山口県出身。1950年に大阪大学工学部通信工学科を卒業。日本放送協会での勤務を経て、1953年6月に山陽放送に転じ、1968年5月に取締役、1974年に常務、1979年に専務を経て、1981年6月には社長に就任。1996年1月に会長に就任し、同年6月に相談役を経て、1997年4月に顧問に就任。
1994年4月に藍綬褒章を受章し、2000年4月に勲三等旭日中綬章を受章。
2013年8月8日、心不全のために死去。86歳没